# Campionati del mondo di atletica leggera indoor 2018 - Salto in lungo femminile
La gara del salto in lungo femminile dei campionati del mondo di atletica leggera indoor 2018 si è svolta il 4 marzo.

## Podio
| Pos.    | Atleta                    | Nazionalità | Misura |
| ------- | ------------------------- | ----------- | ------ |
| Oro     | Ivana Španović            | Serbia      | 6,96 m |
| Argento | Brittney Reese            | Stati Uniti | 6,89 m |
| Bronzo  | Sosthene Moguenara-Taroum | Germania    | 6,85 m |

## Situazione pre-gara

### Record
Prima di questa competizione, il record del mondo indoor e il record dei campionati erano i seguenti.
| Record                | Prestazione | Atleta                       | Data                             | Competizione                     |
| --------------------- | ----------- | ---------------------------- | -------------------------------- | -------------------------------- |
| Record mondiale       | 7,37 m      | Heike Drechsler Germania Est | 13 febbraio 1988 Vienna, Austria |                                  |
| Record dei campionati | 7,23 m      | Brittney Reese Stati Uniti   | 11 marzo 2012 Istanbul, Turchia  | Campionati del mondo indoor 2012 |

### Campionesse in carica
Le campionesse in carica a livello mondiale erano:
| Campionessa     | Atleta                        | Prestazione | Data                                           | Competizione                     |
| --------------- | ----------------------------- | ----------- | ---------------------------------------------- | -------------------------------- |
| Olimpica        | Tianna Bartoletta Stati Uniti | 7,17 m      | 17 agosto 2016 Rio de Janeiro, Brasile         | Giochi della XXXI Olimpiade      |
| Mondiale indoor | Brittney Reese Stati Uniti    | 7,22 m      | 18 marzo 2016 Portland (Stati Uniti d'America) | Campionati del mondo indoor 2016 |

### La stagione
Prima di questa gara, le atlete con le migliori tre prestazioni dell'anno erano:
| Pos. | Atleta                     | Prestazione | Data                                                |
| ---- | -------------------------- | ----------- | --------------------------------------------------- |
| 1    | Ivana Španović Serbia      | 6,93 m      | 21 febbraio 2018 Belgrado, Serbia                   |
| 2    | Khaddi Sagnia Svezia       | 6,92 m      | 25 febbraio 2018 Glasgow, Regno Unito               |
| 3    | Brittney Reese Stati Uniti | 6,88 m      | 18 febbraio 2018 Albuquerque, Stati Uniti d'America |

## Risultati

### Finale
La finale diretta si è tenuta il 4 marzo alle ore 15:27.
| Pos | Atleta                    | Nazionalità | 1ª prova | 2ª prova | 3ª prova | 4ª prova | 5ª prova | 6ª prova | Risultato | Note                                     |
| --- | ------------------------- | ----------- | -------- | -------- | -------- | -------- | -------- | -------- | --------- | ---------------------------------------- |
|     | Ivana Španović            | Serbia      | 6,89 m   | 6,74 m   | x        | 6,96 m   | r        |          | 6,96 m    | Miglior prestazione mondiale stagionale  |
|     | Brittney Reese            | Stati Uniti | 6,76 m   | 6,61 m   | 6,77 m   | 6,89 m   | 6,72 m   | 6,64 m   | 6,89 m    | Miglior prestazione personale stagionale |
|     | Sosthene Moguenara-Taroum | Germania    | 6,59 m   | 6,85 m   | x        | 6,31 m   | 6,23 m   | 6,30 m   | 6,85 m    | Miglior prestazione personale stagionale |
| 4   | Quanesha Burks            | Stati Uniti | 6,81 m   | 6,51 m   | 6,71 m   | 6,78 m   | x        | 6,70 m   | 6,81 m    | Miglior prestazione personale            |
| 5   | Malaika Mihambo           | Germania    | 6,43 m   | 6,40 m   | 6,55 m   | x        | 6,64 m   |          | 6,64 m    |                                          |
| 6   | Khaddi Sagnia             | Svezia      | 6,64 m   | x        | 6,40 m   | 6,45 m   | 6,23 m   |          | 6,64 m    |                                          |
| 7   | Christabel Nettey         | Canada      | 6,49 m   | 6,63 m   | 6,49 m   | 6,45 m   | 6,44 m   |          | 6,63 m    | Miglior prestazione personale stagionale |
| 8   | Ksenija Balta             | Estonia     | 6,46 m   | 6,48 m   | 6,26 m   | 6,50 m   | 6,57 m   |          | 6,57 m    |                                          |
| 9   | Alina Rotaru              | Romania     | x        | 6,37 m   | 6,41 m   |          |          |          | 6,41 m    |                                          |
| 10  | Maryna Bekh               | Ucraina     | x        | 6,37 m   | 6,35 m   |          |          |          | 6,37 m    |                                          |
| 11  | Lauma Grīva               | Lettonia    | 6,18 m   | 6,34 m   | 6,28 m   |          |          |          | 6,34 m    |                                          |
| 12  | Éloyse Lesueur            | Francia     | 6,26 m   | 6,34 m   | 6,20 m   |          |          |          | 6,34 m    |                                          |
| 13  | Jessamyn Sauceda          | Messico     | 5,95 m   | 5,93 m   | 5,99 m   |          |          |          | 5,99 m    | Miglior prestazione personale stagionale |